# Всеволошк
Всеволошк (рус. Всеволожск) град је на северозападу европског дела Руске Федерације. Налази се у северозападном делу Лењинградске области, на подручју Всеволошког рејона чији је уједно и административни центар.
Према проценама националне статистичке службе за 2015. у граду је живело 66.245 становника.
Насеље је 1892. на властитом имању основао руски правник Павле Александрович Всеволошки (1839—1898), по коме је будући град и добио име.

## Географија
Град Всеволошк налази се на северозападу Лењинградске области, на подручју Карелијске превлаке. Кроз град протиче река Лубја, лева притока реке Охте и део басена реке Неве. Највиши део града налази се на Румболовској гори и лежи на надморској висини од 68,13 m (део Лемболовског побрђа), док је најнижа тачка у долини Лубје на 11,75 m.
Град се налази на свега десетак километара од Санкт Петербурга са којим је повезан линијама метроа. Кроз насеље пролази и друмски правац Н91 на релацији Токсово–Свердловљева Варош.

## Историја
Насеље Всеволошк развило се из железничке станице која је 1892. године саграђена на приватном земљишту на траси ускотрачне железничке пруге која је повезивала Санкт Петербург са Шлисељбургом. Земља на којој је станица саграђена припадала је петербуршком правнику Павлу Всеволошком, а једини услов који је власник земљишта тражио у замену за дозволу да пруга пређе преко његовог поседа је био тај да новооснована станица носи његово име. Убрзо се након оснивања станице Всеволошки око ње се развило излетничко насеље које је 1963. године преобразовано у садашњи град Всеволошк.
Пре оснивања савременог града на његовом месту егзистирало је неколико мањих села (Лубљана, Рјабово, Рјабово Ново и Рјабово Владикино) која се у писаним изворима први пут помињу у катастарским списима из 1500. године. У периоду XVIII до XX века на том подручју су се налазила бројна племићка имања и летњиковци.
Насеље Всеволошк је 1925. постало административним центром Лењиновог рејона Лењинградске области, а 1938. добија административни статус урбаног насеља у рангу радничке вароши. Службени статус града носи од 1963. године.

## Демографија
Према подацима са пописа становништва 2010. у граду је живело 59.704 становника, док је према проценама националне статистичке службе за 2015. град имао 66.245 становника.
| 1939.  | 1959.  | 1970.  | 1979.  | 1989.  | 2002.  | 2010.  | 2015.  |
| ------ | ------ | ------ | ------ | ------ | ------ | ------ | ------ |
| 11.848 | 27.768 | 26.978 | 28.588 | 31.946 | 45.310 | 59.704 | 66.245 |

## Познати становници
Белоусов Владимир Павлович (род. 1946) спортиста, олимпијски шампион.
Бортко, Владимир Владимирович (род. 1946) совјетски и руски филмски режисер, сценарист, продуцент.
Вашуков, Михаил Јуријевич (род. 1958) артист, куплетиста, хумориста.
Вокка, Гергард Јаковлевич (18871988) крајевед, кавалер Ордена Ленина (1953), први Почесни грађанин Всеволожска (1988), у његову част названа је једна од улица града.
Денисов, Анатолиј Алексејевич (19342010) совјетски и руски научник, политички лик.
Добровољски, Јуриј Антонович (1911-1979) летјец-испитач, Херој Совјетског Савеза.
Драчев, Владимир Петрович (род. 1966) носилац Купа света и 4-кратни светски шампион по биатлону.
Журова Светлана Сергејевна (род. 1972) олимпијска шампионка, депутат Државне думе.
Слепухин, Јуриј Григорјевич (1926-1998) писац.
Листов, Борис Павлович (род. 1969) руски економиста, председник управе АО Россельхозбанк.

## Спорт
На подручју градске четврти Румболово током 1950-их година саграђена је скакаоница за скијашке скокове захваљујући којој је Всеволошк постао један од најважнијих зимских центара за ски скокове и нордијску комбинацију на подручју тадашњег Совјетског Савеза. Из Всеволошка је родом совјетски и руски ски скакач Владимир Белоусов (рођен 14. јула 1946), једини совјетски скијаш скакач освајач златне олимпијске медаље са велике скакаонице (на ЗОИ 1968. у Греноблу).